# Фіра (гурт)
«Фіра» — український гурт з Тернополя.
Молодий та перспективний гурт з власним оригінальним стилем виконання.
Музичним продуктом цього колективу є своєрідне поєднання фольку із делікатним вкрапленням джазу, кантрі, латино та популярної музики. Власне уміле поєднання цих стилів дозволяє українській народній пісні звучати по-новому, цікаво, свіжо та сучасно, сповнюючи її особливою глибиною, проникливістю та драйвом. Гурт також виконує власні оригінальні композиції.

## Історія гурту
Тернопільський гурт «Фіра», раніше відомий як «Джазова фіра» був створений в 2007 році. Первинний склад групи являв собою коло друзів, шанувальників джазу, перші, успішні спроби до спільної творчості яких вилились в довготривалу співпрацю. В певний час, коли стильова палітра розширювалась, до початкового складу входили: вокалістка, клавішні, бас, перкусія, саксофон, гітара, а згодом долучались ще два інструменталісти — сопілкар і другий гітарист, це був період занурення у етно-джаз.
В період 2007—2008 рр. група двічі поспіль брала участь у фестивалі «Jazz Bez», що проходив в Україні та Польщі. Були виступи на джазових та етно фестивалях у Львові, Луцьку, Оструді (фестиваль «Фольково», Польща). Записувались в телевізійних проектах «Фольк-music» [Архівовано 4 вересня 2018 у Wayback Machine.] та «Наша пісня» на Першому національному.
«Фіра» доволі унікальний в своєму роді колектив, оскільки кожен новий альбом гурту, являв собою новий стиль і нову якість. Гурт вміло адаптовував латину, фольк, джаз і одночасно працював над двома альбомами в стилях модерн-кантрі і софт-рок.
Перший із актуальних альбомів покладений на вокалістку Ірину Музику — це яскравий, стилістичний експеримент у новому, незвіданому для українського популярного середовища жанрі «модерн-кантрі». Декотрі з композицій є близькими до традиційного популярного стилю, лише з деякими гармонійними «натяками» на сучасне кантрі. Аранжування в піснях Ірини містять притаманні ознаки стилю: стіл і слайд-гітари, банджо, дзвінкі акорди акустичних гітар. Декотрі з пісень наближені майже до українського народного мелосу в гармонії і текстах.
Другий альбом, де фронтує Сергій Степанів, важчий за звучанням і це територія року. Він дещо контрастує з програмою Ірини жанрово, крім цього в текстах містить рефлекції на сучасний світ, тож його можна умовно назвати світоглядним повідомленням у соціум. Це багаторівневі мікси синтетики і акустики, в актуальному роковому трактуванні.
У 2015 році гурт взяв участь у 6-му сезоні «X-фактор» та пройшли у фінальний етап тренувального табору шоу.
Зараз колектив багато концертує в Україні та за кордоном, є учасником багатьох фестивалів:
- 2007, 2008 — «Jazz Bez», м. Тернопіль
- 2008 — «Музичні діалоги», Луцьк-Замость
- 2008 — «Чисті джерела Бугу», м. Золочів
- 2008 — «В Борщівському краю цвітуть вишиванки», м. Борщів
- 2008 — «Ніч на Івана Купала», м. Круклянки (Польща)
- 2016 — «Visagino Country», Вісагінас (Литва)

та ін.
Колектив знаходиться у постійному творчому пошуку, зараз готується до запису наступного CD із власними композиціями.

## Склад

### Нинішній склад
- Сергій Степанів (клавішні, вокал)
- Ірина Музика (вокал)
- Віталій Шостак (гітара)
- Андрій Рудик (бас-гітара)
- Ігор Марущак (ударні інструменти)

### Колишні учасники
- Сергій Родько (гітара, бек-вокал)
- Дмитро Макух (бас-гітара, труба, бек-вокал)
- Володимир Каськів (народні інструменти)
- Анатолій Адамовський (саксофон)
- Костянтин Тараненко (гітара)

## Дискографія
- 2008 — Співаночка
- 2009 — Додому на свята
- Слід Ангела
- 2015 — Я родом звідти[4]

## Відеографія
| Кліп                       | Рік  |
| -------------------------- | ---- |
| Я родом звідти             | 2014 |
| Це ще не все               | 2014 |
| Сядь зі мною поруч у човні | 2014 |
| Гарячі сліди               | 2014 |
| 9 березня                  | 2015 |
| Будемо ми                  | 2015 |
| Новий день                 | 2016 |
| Все єдине                  | 2017 |
| Далі                       | 2018 |